# インディア・インターナショナル・スクール・イン・ジャパン
インディア・インターナショナル・スクール・イン・ジャパン（India International School in Japan, 略称：IISJ）は、東京都江東区にある日本初のインド系インターナショナル・スクール。神奈川県横浜市にもキャンパスを設置している。
2004年に設立された。2007年に、4階建ての校舎（東京都江東区大島1-20-20）へ移転し、使われなくなった公立中学校の校舎を再利用していた。2023年に、江東区千石に新たに建設された校舎へ移転した。

## キャンパス
東京キャンパス
- 東京都江東区千石3-1-4

横浜キャンパス
- 神奈川県横浜市緑区霧が丘3-23

## カリキュラム
小学校1年生からタミル語、ヒンディー語などを含む3つの言語が必修とされており、またコンピューターの授業も1年生から行われる。学年が上がるとプログラミングの授業も提供されている。